# Gary Payton II
Gary Dwayne Payton II (* 1. Dezember 1992 in Seattle, Washington) ist ein US-amerikanischer Basketballspieler, der bei den Golden State Warriors in der National Basketball Association (NBA) unter Vertrag steht.

## Werdegang
Der Sohn von Gary Payton betrieb als Schüler an der Spring Valley High School in Las Vegas Basketball und Schwimmen auf Leistungssportebene, ehe er sich ganz dem Basketballsport widmete. 2011/12 wechselte er aus Las Vegas an die in Phoenix gelegene Westwind Preparatory Academy. Im Anschluss an seine Schulzeit war Payton Basketballspieler und Student am Salt Lake Community College im Bundesstaat Utah. In der Saison 2013/14 gehörte der Aufbauspieler zu den besten Akteuren der ersten NJCAA-Division und empfahl sich für den Sprung von der Liga der zweijährigen Hochschulen in die NCAA.
2014 wechselte Payton II an die Oregon State University, an der bereits sein Vater studiert und gespielt hatte. Payton der Jüngere erzielte in seinen beiden Jahren als Mitglied der Hochschulmannschaft einen Mittelwert von 14,7 Punkten je Begegnung, sammelte im Durchschnitt pro Spiel 7,7 Rebounds ein, gab 4,1 Korbvorlagen und erreichte 2,8 Ballgewinne. 2014/15 und 2015/16 wurde er als bester Verteidiger der Pac 12 ausgezeichnet. Diese Auszeichnung zweimal zu erhalten, war vor Payton noch niemandem gelungen.
Payton II begann seine Profilaufbahn bei den Rio Grande Valley Vipers in der NBA D-League (später NBA G League), für die er im Verlauf der Saison 2016/17 in 49 Einsätzen stets in der Anfangsaufstellung stand und einen Mittelwert von 14,1 Punkten verbuchte. Anfang April 2017 gelang ihm der Schritt in die NBA, als ihn die Milwaukee Bucks mit einem Vertrag über mehrere Jahre ausstatteten. Mitte Dezember 2017 endete seine Zeit in Milwaukee bereits, als Payton II aus dem Aufgebot gestrichen wurde. Im Januar 2018 nahmen ihn die Los Angeles Lakers unter Vertrag. Die Vereinbarung beinhaltete wie in Milwaukee die Möglichkeit, auch Spielpraxis in der NBA G League zu sammeln.
In Teilen des Spieljahres 2018/19 stand er wieder in Diensten der Rio Grande Valley Vipers (NBA G League), im Januar 2019 wechselte er für zehn Tage zu den Washington Wizards in die NBA. Im Dezember 2019 verpflichteten die Washington Wizards erneut, nachdem er im vorherigen Saisonverlauf starke Leistungen bei den South Bay Lakers in der NBA G League gebracht hatte.
Payton II wurde im März 2021 als bester Verteidiger der aufgrund der Covid-19-Pandemie verkürzten Saison in der NBA G League ausgezeichnet. Die Golden State Warriors (NBA) nahmen ihn Anfang April 2021 unter Vertrag. 2022 gewann er mit den Kaliforniern den NBA-Meistertitel und tat es damit seinem Vater gleich, der das 2006 schaffte. Nach dem Titelgewinn unterschrieb Payton II im Sommer 2022 einen Dreijahresvertrag bei den Portland Trail Blazers. Portland gab ihn im Februar 2023 an Golden State ab, Payton II kehrte damit nach Kalifornien zurück.

## Karriere-Statistiken

### NBA

#### Hauptrunde
| Saison  | Team                    | GP  | GS | MPG  | FG % | 3P % | FT % | RPG | APG | SPG | BPG | PPG |
| ------- | ----------------------- | --- | -- | ---- | ---- | ---- | ---- | --- | --- | --- | --- | --- |
| 2016–17 | Milwaukee               | 6   | 0  | 16.5 | .364 | .111 | .600 | 2.0 | 2.2 | 0.5 | 0.7 | 3.3 |
| 2017–18 | Milwaukee / L.A. Lakers | 23  | 6  | 9.6  | .405 | .240 | .333 | 1.9 | 0.9 | 0.3 | 0.1 | 3.0 |
| 2018–19 | Washington              | 3   | 0  | 5.3  | .625 | .500 | .000 | 0.7 | 1.3 | 1.0 | 0.3 | 3.7 |
| 2019–20 | Washington              | 29  | 17 | 14.9 | .414 | .283 | .500 | 2.8 | 1.7 | 1.1 | 0.2 | 3.9 |
| 2020–21 | Golden State            | 10  | 0  | 4.0  | .769 | .500 | .750 | 1.1 | 0.1 | 0.6 | 0.1 | 2.5 |
| 2021–22 | Golden State            | 71  | 16 | 17.6 | .616 | .358 | .603 | 3.5 | 0.9 | 1.4 | 0.3 | 7.1 |
| 2022–23 | Portland / Golden State | 22  | 1  | 16.7 | .594 | .500 | .857 | 3.1 | 1.4 | 1.0 | 0.2 | 4.6 |
| 2023–24 | Golden State            | 44  | 0  | 15.5 | .563 | .364 | .609 | 2.6 | 1.1 | 0.9 | 0.4 | 5.5 |
| Gesamt  | Gesamt                  | 208 | 40 | 14.9 | .551 | .345 | .596 | 2.8 | 1.1 | 1.0 | 0.3 | 5.2 |

#### Play-offs
| Saison  | Team         | GP | GS | MPG  | FG % | 3P % | FT % | RPG | APG | SPG | BPG | PPG |
| ------- | ------------ | -- | -- | ---- | ---- | ---- | ---- | --- | --- | --- | --- | --- |
| 2021–22 | Golden State | 12 | 2  | 16.9 | .659 | .533 | .667 | 3.1 | 1.3 | 1.2 | 0.6 | 6.5 |
| 2022–23 | Golden State | 12 | 3  | 16.0 | .667 | .267 | .667 | 3.7 | 0.8 | 0.7 | 0.5 | 6.8 |
| Gesamt  | Gesamt       | 24 | 5  | 16.5 | .663 | .400 | .667 | 3.4 | 1.0 | 0.9 | 0.5 | 6.7 |